# Oslavice

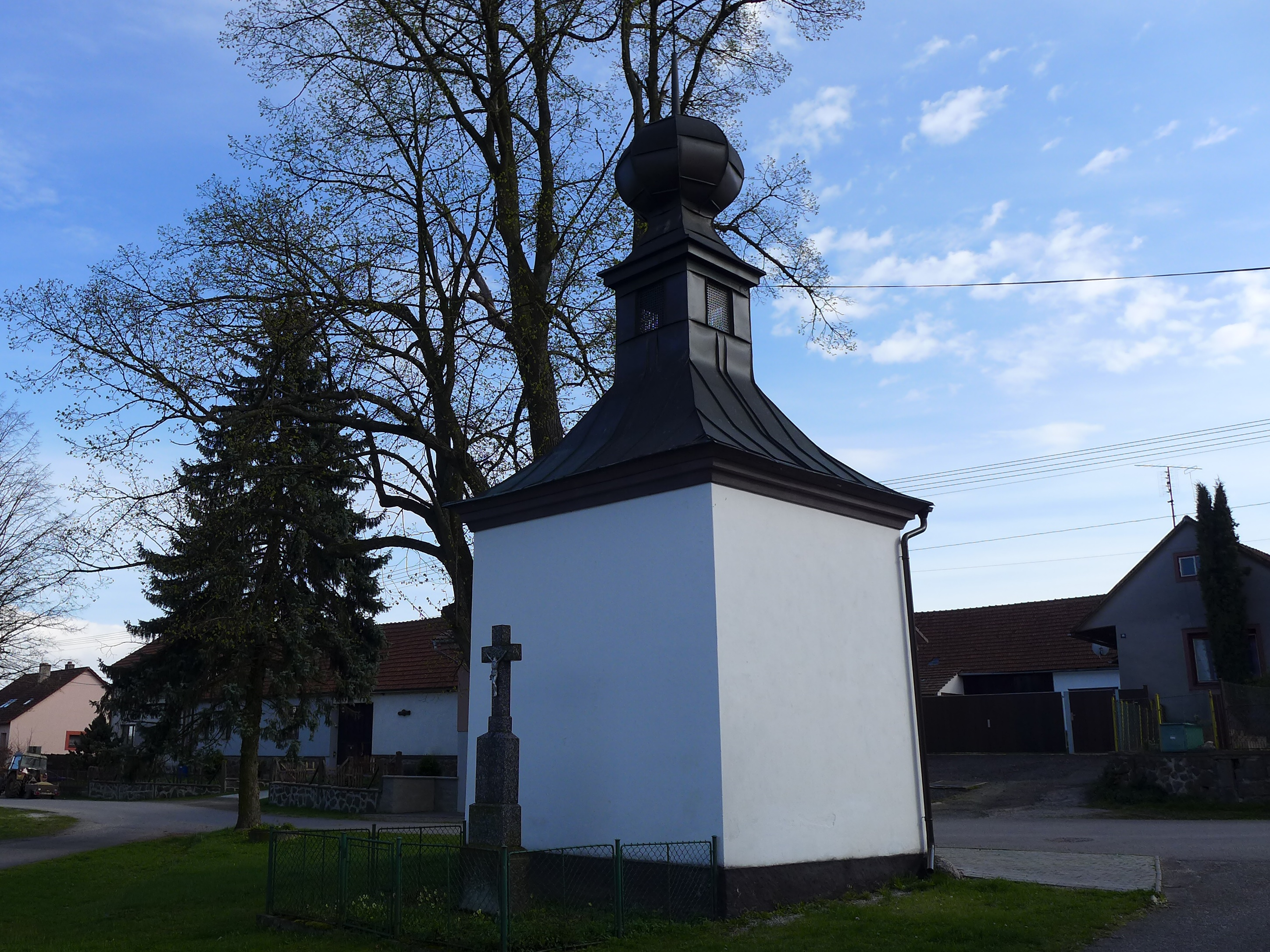
Kapelle

Oslavice (deutsch Groß Woslawitz, älter auch Oslawitz) ist eine Gemeinde in Tschechien. Sie liegt zweieinhalb Kilometer südwestlich von Velké Meziříčí und gehört zum Okres Žďár nad Sázavou.

## Geographie
Oslavice befindet sich im Krischanauer Bergland (Křižanovská vrchovina) im Süden der Böhmisch-Mährischen Höhe. Das Dorf liegt zwischen den Tälern dreier Flüsse, der Balinka im Norden, der Oslava im Osten und der Oslavička im Süden. Durch Oslavice führt die Eisenbahnstrecke von Náměšť nad Oslavou nach Velké Meziříčí, von der im Ort eine Zweigbahn ins Industriegebiet von Velké Meziříčí abführt.
Nachbarorte sind Amerika im Norden, Velké Meziříčí im Nordosten, Petráveč im Osten, Osové im Südosten, Rohy und Oslavička im Süden, Ovčírna und Nový Telečkov im Südwesten, Baliny und Uhřínov im Westen sowie Svařenov und Hrbov im Nordwesten.

## Geschichte
Die erste urkundliche Erwähnung erfolgte 1320 im Zusammenhang mit einem Budivoj von Oslavice. Besitzer des Dorfes waren zu der Zeit die Herren von Mostiště. Nachdem Jan von Meziříčí zwischen 1386 und 1390 einen Teil der Herrschaft Mostiště erworben hatte, wurde Oslavice an die Herrschaft Meziříčí angeschlossen. Oslavice war Sitz eine Richters, dem auch die umliegenden Dörfer unterstanden. Seit dem Übergang vom 15. zum 16. Jahrhundert befand sich östlich des Dorfes an der Oslavička eine hölzerne Mühle, die ab 1641 nach ihrem Besitzer Jakub Hušť als Hušťův mlýn bezeichnet wurde. 1714 wurde das erste Grundbuch angelegt und 1750 eine Schule eingerichtet. Diese zog 1830 in ein neues Schulhaus.
Nach der Aufhebung der Patrimonialherrschaften bildete Velká Voslavice / Groß Woslawitz eine politische Gemeinde in der Bezirkshauptmannschaft Velké Meziříčí. Später wurde das Dorf auch als Velká Oslavice bezeichnet. 1898 gründete sich die Freiwillige Feuerwehr. Ein Armenhaus wurde 1902 eingerichtet. Zu Beginn des 20. Jahrhunderts entstand in Oslavice eine Zementwarenfabrik. Zu dieser Zeit wurde auch die alte Hušťův mlýn abgebrochen. Seit 1920 trägt der Ort den Namen Oslavice. Zu Beginn des Jahres 1961 wurde die Gemeinde dem Okres Žďár nad Sázavou zugeordnet. 1962 entstand ein Kulturhaus. Oslavice wurde 1980 nach Velké Meziříčí eingemeindet. Seit 1992 besteht die Gemeinde wieder.

## Gemeindegliederung
Für die Gemeinde Oslavice sind keine Ortsteile ausgewiesen. Zu Oslavice gehört die Ansiedlung Hušťův Mlýn (Huschtmühle).

## Sehenswürdigkeiten
- Naturpark Balinské údolí (Balinkatal), westlich und nördlich des Dorfes
- Kapelle des hl. Nikolaus, errichtet 1839
- Marmorkreuz aus dem Jahre 1933, an der Kapelle
- Sühnestein aus Granit, er erinnert an einen Soldaten der mitsamt Pferd im Sumpf versank
- Reste von Wallanlagen am Schotterbruch, an dem als V Hrádcích bezeichneten Platz soll eine Burg gestanden sein, die vor 1355 erlosch.